# Benzo(k)fluoranthen
Benzo[k]fluoranthen ist eine chemische Verbindung aus der Gruppe der polycyclischen aromatischen Kohlenwasserstoffe (PAK) und enthält vier verbundene Sechserringe sowie einen Fünfring. Es ist ein PAK, dessen Gehalt im Trinkwasser laut Trinkwasserverordnung bestimmt werden muss.

## Eigenschaften
Benzo[k]fluoranthen ist ein brennbarer gelber Feststoff, der praktisch unlöslich in Wasser ist.